# Montesquieu (Tarn i Garonna)
Montesquieu – miejscowość i gmina we Francji, w regionie Oksytania, w departamencie Tarn i Garonna.
Według danych na rok 1990 gminę zamieszkiwały 662 osoby, a gęstość zaludnienia wynosiła 23 osób/km² (wśród 3020 gmin regionu Midi-Pireneje Montesquieu plasuje się na 487. miejscu pod względem liczby ludności, natomiast pod względem powierzchni na miejscu 327.).